# Pep Bruno
Pep Bruno Galán (Barcelona, España; 18 de mayo de 1971) es un cuentista y escritor español de literatura infantil. 

## Biografía
Nació en Barcelona y vive desde los siete años en Guadalajara (España). Licenciado en Filología hispánica y en Teoría de la literatura y literatura comparada y diplomado en Trabajo social, desde 1994 ha basado su carrera profesional en la creación literaria y en la narración de cuentos. Ha impulsado y participado en innumerables eventos y festivales de narración oral y ha participado en la organización del Maratón de los Cuentos de Guadalajara entre los años 1994 y 2007.
Es socio fundador de AEDA, asociación de profesionales de la narración oral en España (2010) y de la editorial Palabras del Candil (2005), especializada en publicaciones de libros y cuentos de narradores orales profesionales.
Ha publicado más de veinte libros, en su mayoría de literatura infantil y juvenil. Dos de estos libros han sido galardonados con sendos premios internacionales.
Desde 1994 colabora en Radio Nacional de España, contando cuentos.
En 2018 puso en marcha junto con Manuel Castaño, Nicole Castillo y Andrés Montero el podcast "Iberoamérica de cuento", dedicado al mundo de la narración oral en Iberoamérica.

## Obra literaria
- Conto para contar mentres se come un ovo frito. Kalandraka ed. Pontevedra, 2002. (ilustró Mariona Cabassa). (Edición en castellano, catalán y gallego, 2003).
- Papeles de don Tadeo . Aache ed. Guadalajara, 2005.
- Los doce meses. Palabras del Candil. Cabanillas del Campo, 2005.
- 99 pulgas (con Pablo Albo y Félix Albo). Palabras del Candil. Cabanillas del Campo, 2006.
- Cuaderno de imágenes y otros cuentos. Palabras del Candil. Cabanillas del Campo, 2006.
- La cabra boba. Editora OQO. Pontevedra, 2006. (ilustró Roger Olmos). (Edición en castellano, inglés, francés, portugués, italiano, catalán y gallego en 2006).
- Libro de contar. Editora OQO. Pontevedra, 2007. (ilustró Mariona Cabassa). (Edición en castellano, inglés, francés, portugués, italiano, catalán y gallego en 2007).
- Pétala. Editora OQO. Pontevedra, 2008. (ilustró Luciano Lozano). (Ediciones en castellano y gallego).
- La noche de los cambios. Editora OQO. Pontevedra, 2008. (ilustró Lucie Müllerová). (Ediciones en castellano y gallego).
- Un lugar donde ser feliz. Editora M1C. Sevilla, 2009. (ilustró Lucie Müllerová).
- La casa de mi abuela. Editora OQO. Pontevedra, 2009. (ilustró Mateo Gubellini). (Ediciones en castellano y gallego; y a partir de 2011 también disponible en inglés, francés, portugués, italiano y euskera).
- Un loro en mi granja. Editorial Edelvives. Zaragoza, 2009 (ilustró Lucie Müllerová). Álbum ganador del IV Concurso Internacional de Álbum Ilustrado "Biblioteca Insular. Cabildo de Gran Canaria".
- La familia C. Editorial Kalandraka. Pontevedra, 2010 (ilustró Mariona Cabassa). (Edición en castellano, gallego, portugués, inglés, italiano, catalán y euskera). Álbum ganador del III Premio Internacional COMPOSTELA de Álbum Ilustrado.
- Cosas que pasan. Editorial Palabras del Candil. Cabanillas del Campo, 2010.
- La siesta de los Enormes. Editorial OQO. Pontevedra, 2011 (ilustró Natalie Pudalov). (Ediciones en castellano y gallego).
- 101 pulgas (con Paula Carballeira, Pablo Albo, Félix Albo y Pepe Maestro). Editorial Palabras del Candil. Cabanillas del Campo, 2011.
- Los caminos de los árboles. Editorial La Fragatina. La Seu d'Urgell, 2011 (ilustró Mariona Cabassa).
- La mejor bellota. Editorial Almadraba. Barcelona, 2012. (ilustró Lucie Müllerová).
- ¡Maldito diente! Editorial OQO. Pontevedra, 2013 (ilustró Amrei Fiedler). (Ediciones en castellano y gallego).
- Un monstruo. Alba Editorial, Barcelona, 2014 (ilustró Leire Salaberria). (Ediciones en castellano y catalán).
- Escarabajo en compañía. Ekaré ediciones, Barcelona, 2014 (ilustró Rocío Martínez). (Edición en castellano).
- Buñuelos de huracán. A buen paso, Barcelona, 2015 (ilustró Carla Besora). (Edición en castellano).
- Cuentos mínimos. Anaya, Madrid, 2015 (ilustró Goyo Rodríguez). (Edición en castellano).
- Los días pequeños. Narval, Madrid, 2018 (ilustró Daniel Piqueras Fisk). (Edición en castellano).
- En busca de los tres reyes animales. Palabras del Candil. Cabanillas del Campo, 2019. (Edición en castellano).
- Contar. A buen paso, Barcelona, 2019 (ilustró Andrea Antinori). (Edición en castellano).
- Escarabajo de vacaciones. Ekaré, Barcelona, 2019 (ilustró Rocío Martínez). (Edición en castellano).

## Premios y reconocimientos
- 2009 Ganador del IV Concurso de Álbum del Cabildo de Gran Canaria, junto con Lucié Müllerova.[6]
- 2010 III Premio Compostela de Álbum Ilustrado.[7]
- 2022 Medalla al Mérito Cultural de Castilla-La Mancha.[8]